# كلية الآداب (جامعة الوادي الجديد)
كلية الآداب جامعة الوادي الجديد هي كلية حكومية مصرية بدأت الدراسة فيها عام 2013م، والكلية عريقة بروادها وأساتذتها وغنية بإثراءتها وإبداعاتها في شتى المجالات بما قدمته وتقدمه من إسهامات وخدمات للمجتمع الواحاتى بصفة خاصة، والمجتمع المصري بصفة عامة.

## أقسام الكلية
- قسم اللغة العربية وآدابها.
- قسم الدراسات الإسلامية.
- قسم اللغة الإنجليزية وآدابها.
- قسم الجغرافيا.
- قسم التاريخ.
- قسم المكتبات والوثائق والمعلومات.
- قسم علم النفس.
- قسم الفلسفة.
- قسم علم الاجتماع.
- قسم الإعلام.
- قسم الآثار.
- قسم اللغة الفرنسية.

## دور الكلية
في 23 يونيو 2019، بدأت كلية الآداب جامعة الوادي الجديد، اليوم الأحد، المشاركة في خطة تطوير القرى والأحياء التي وضعتها الجامعة من خلال عقد محاضرات توعوية بقرية «الشركة» التابعة لمركز الخارجة والتأكيد علي أن الجامعة أداة من أدوات المجتمع لا يمكن أن تتوقف رسالتها عند حد تعليم الطلاب ولابد أن تهتم بتمكين الأفراد وتعليمهم.

## المجلات العلمية بالكلية
- مجلة كلية الآداب بالوادي

"دورية علمية محکمة نصف سنوية تصدرها کلية الآداب بجامعة الوادي الجديد، تمثل الوعاء المعرفي (العلمي والأدبي) الأول لمحافظة الوادي الجديد التي تمثل 44% من مساحة جمهورية مصر العربية، تخضع الأبحاث المنشورة في المجلة للتحکيم من قبل أساتذة متخصصين ومتميزين في مجال تخصصهم، ويتم نشر الأبحاث المتميزة دائمًا بها لتکون منارة جديدة للمتخصصين، وقبلة علمية للباحثين العرب من مختلف أرجاء وطننا العربي الکبير، کما تتضمن المجلة عرضًا للکتب ذات القيمة العلمية، والتى تعبر عن الاتجاهات الحديثة في علوم اللغات (العربية والإنجليزية والفرنسية) والتاريخ والجغرافيا ونظم المعلومات الجغرافية والآثار وعلم النفس والاجتماع والدراسات الإسلامية والفلسفة، بالإضافة إلى علوم المکتبات والمعلومات والإعلام."
- مجلة اللغة العربية والعلوم الإسلامية

"مجلة اللغة العربية والعلوم الإسلامية" مجلة علمية دولية محکمة ربع سنوية تصدر عن کلية الآداب – جامعة الوادي الجديد، وتصدر وفقًا لمعايير الإخراج التى أعدها المجلس الأعلى للجامعات المصرية، والتى تتوافق مع معايير إخراج الدوريات العلمية العالمية، والمجلة مخصصة لنشر الدراسات والبحوث النظرية والتطبيقية والعروض والمراجعات العلمية والتقارير والأخبار في شتى فروع الدراسات اللغوية و العلوم الإسلامية.

حيث تتضمن المجلة بجانب البحوث التي يتقرر نشرها، عروضًا للکتب حديثة الصدور في مجال اللغويات والعلوم الإسلامية، کما تتضمن ملخصات وعروضًا لرسائل الماجستير والدکتوراة المجازة، وتقارير اللقاءات العلمية (المؤتمرات والندوات والحلقات العلمية)."